# تحت النوبة (إب)

تعديل مصدري - تعديل

تحت النوبة محلة تابعة لقرية المحشاية، التابعة لعزلة البحريين بمديرية إب إحدى مديريات محافظة إب في الجمهورية اليمنية، بلغ تعداد سكانها 63 حسب تعداد اليمن لعام 2004.